# 黄疣海参
黄疣海参（学名：Holothuria hilla）为海参科海参属的动物。分布于红海、东非、马达加斯加、马斯克林群岛、马尔代夫群岛、斯里兰卡、印度尼西亚、菲律宾、夏威夷、澳大利亚、日本、台湾岛以及中国大陆的广西、海南岛、西沙群岛等地，一般生活于潮间带中潮区和低潮区石下或珊瑚礁下。该物种的模式产地在社会群岛。